# Morro d'Alba
Morro d'Alba är en ort och kommun i provinsen Ancona i regionen Marche i Italien. Kommunen hade 1 854 invånare (2018).